# Park Narodowy Niokolo-Koba
Park Narodowy Niokolo-Koba – jeden z największych parków narodowych w Afryce Zachodniej i największy w Senegalu, obejmuje powierzchnię ok. 9000 km². Został założony w 1954 roku, a w 1981 roku wpisany na listę światowego dziedzictwa UNESCO. 

## Historia
Park położony jest na równinie, przecięty rzeką Gambia. Środowisko przyrodnicze bardzo zróżnicowane – od suchej sawanny przez busz bambusowy, po lasy deszczowe. W parku zamieszkuje 329 gatunków ptaków, 70 gatunków ssaków, 36 gatunków gadów, 20 gatunków płazów.  W 2002 roku sprowadzono tu stado słoni z terenów Burkina Faso.
Od 2007 roku park jest wpisany na listę światowego dziedzictwa w zagrożeniu. Powodem było kłusownictwo, pożary lasów i wysychanie gruntów. Kolejnym powodem wpisu były plany budowy tamy na rzece Gambia, kilka kilometrów od granic Parku, w Sambangalou. Aby przeciwdziałać kłusownictwu zorganizowano mobilne patrole terenów Parku oraz wprowadzono monitorowanie liczebności ssaków. 
Zwiedzanie parku możliwe jest tylko z użyciem pojazdów z napędem na cztery koła.
Jedną z atrakcji turystycznych parku jest wodospad Dindefelo.